# دی اوردر: ۱۸۸۶
دی اوردر: ۱۸۸۶ (به انگلیسی: The Order: 1886) یک بازی ویدئویی به سبک اکشن-ماجراجویی است که به‌طور مشترک توسط ردی ات دان و استودیو سنتا مونیکا توسعه یافته و به‌وسیلهٔ سونی کامپیوتر انترتینمنت در ۲۰ فوریه ۲۰۱۵ به‌طور انحصاری برای کنسول پلی‌استیشن ۴ منتشر شده است. داستان دی اوردر: ۱۸۸۶ در تاریخ جایگزین لندن و دربارهٔ گروهی با نام «اوردر» و تلاش آن‌ها برای جلوگیری از موجوداتی شبیه به هیولا به نام دو رگه‌ها و دشمنان دیرینه‌ای که نسل بشر را تهدید می‌کردند. این بازی برای اولین بار در ای۳ ۲۰۱۳ به نمایش درآمد.

## بازتاب‌ها
| گردآورنده  | امتیاز |
| ---------- | ------ |
| گیم‌رنکینگز | ۶۲٫۶۱٪ |
| متاکریتیک  | ۶۳/۱۰۰ |

| ناشر         | امتیاز  |
| ------------ | ------- |
| گیم اینفورمر | ۷٫۷۵/۱۰ |
| گیم رولیشن   | ۲/۵     |
| گیم‌اسپات     | ۵/۱۰    |
| گیم‌تریلرز    | ۸٫۲/۱۰  |
| آی‌جی‌ان       | ۶٫۵/۱۰  |
| ام! گیمز     | ۸۹/۱۰۰  |

دی اوردر: ۱۸۸۶ نقدهای مختلفی، نظیر مثبت و منفی از منتقدین وبگاه‌های بازی ویدئویی دریافت کرده است. منتقدین ارزش تولید بازی، گرافیک و دستاوردهای تکنیکی آن را مورد ستایش قرار دادند، در حالی که زمان اتمام بازی، داستان، روند بازی، انجام دوباره بازی و دخالت بازیکن در حین بازی را به شدت مورد انتقاد قرار دادند.